# 蒿叶马先蒿
蒿叶马先蒿（学名：Pedicularis abrotanifolia）为列当科马先蒿属的植物。分布在俄罗斯以及中国大陆的新疆等地，目前尚未由人工引种栽培。